# Pistius kalimpus
Pistius kalimpus är en spindelart som beskrevs av Benoy Krishna Tikader 1970. Pistius kalimpus ingår i släktet Pistius och familjen krabbspindlar. Inga underarter finns listade i Catalogue of Life.